# 片山津大火
片山津大火（かたやまづたいか）は、1969年（昭和44年）5月18日に石川県加賀市の片山津温泉で発生した大規模火災である。火元は特定されているものの、出火原因は不明となっている。

## 経過
1969年（昭和44年）5月18日午後1時10分ごろ、ホテル「白山荘」の増築工事現場である増築館と旧館との繋ぎ部分にあたる「富士の間」の廊下付近から出火。フェーン現象下で8メートルの南風に煽られ延焼速度が増大。通報の遅れもあり消防車の現場到着時には防御活動が容易にできない状況になっていた。4時間ほど経った午後4時50分ごろ延焼拡大は止まったが、完全鎮火は出火から4日目の5月22日午前2時20分ごろであった。

## 原因
『加賀市消防のあゆみ』では最終的な出火原因は不明とされているものの、5月19日の北國新聞では「内装中の漏電か」と報道。第一目撃者の大工は「内装工事中に材料を2階と3階の踊り場に取りにいったところ、階段の上り口付近から煙が出ていた。2階に降りると廊下の天井から黒煙が吹き出していた。」と証言している。
湖畔に面した立地であるにもかかわらず被害が広がった要因として、レジャーブームの中で旅館たちが増改築を繰り返したことが指摘されている。建物が著しく過密化し周辺道路が狭くなった結果、豊富な湾の水をいち早く、大量に使用することができなかったからではとする指摘も発生直後の新聞に掲載された。

## 被害状況
焼失面積は33,846㎡で、加賀市発足以来最大の焼失面積であった。この火災による損害額は2,322百万円とされている。旅館7館が全焼、1館半焼、商店街民家25戸全焼、6戸を半焼した。この火災で16名の負傷者が出ている。

## 復旧作業

### 行政の対応
加賀市は自衛隊の出動を要請し、陸上自衛隊第14普通科連隊が出動、罹災者の救助や被災地の整地を行った。小松税務署は片山津温泉大火の被災者に対し、国税の救済措置をおこなった。

### 宿泊客への対応
5月17日の夜はほとんどの温泉旅館が満員となり、約6000人が宿泊したが、18日の昼前までにほとんどの客が帰った。火災発生と同時刻にあたる18日午後1時過ぎにも、全焼した7つの旅館に約30人の宿泊客が到着していた。それぞれ旅館で休憩したり、ゴルフに行ったりしていたが早急に避難した。
その後も、午後4時から5時にかけて、全国から客が片山津温泉へと入ってきた。バスや自家用車の客は温泉駅街の約1キロ手前の三差路で停車させられ、歩いて各旅館へと入った。被災した旅館に宿泊予定だった客たちは片山津温泉旅館組合の臨時案内所で別の旅館を手配した。そのうち、約100人が山中温泉へ、約200人が山代温泉に宿泊した。
翌19日には、火災後の月曜日にもかかわらず、2千人もの宿泊客が片山津温泉を訪れている。同旅館協同組合では、収容能力の大きいホテルが焼け残ったため、焼失旅館の予約客を振り分けた。宿泊のキャンセルも多く、損害は2割程度となった。

### 地域住民の様子
19日午後には火災による粉塵はほとんど収まり、類焼をまぬがれた周囲の商店は、消火活動で水浸しになった商品の日干しに追われていた。